# Titanocetus sammarinensis
Il titanoceto (Titanocetus sammarinensis) è un cetaceo estinto, vissuto nel Miocene medio (Serravalliano, circa 13 – 11 milioni di anni fa). I suoi resti fossili sono stati ritrovati a San Marino.

## Descrizione
Questo animale era simile nell'aspetto alle attuali balenottere, ma le dimensioni erano molto minori: il cranio superava di poco il metro di lunghezza e l'intero animale non doveva essere lungo più di 6 metri. Benché simile alle forme odierne (ad esempio nel rostro ampio e piatto), Titanocetus conservava caratteristiche molto primitive, come lo squamoso ed il parietale che occupavano parte della fossa temporale.

## Classificazione
I fossili di Titanocetus vennero ritrovati in depositi marini del Serravalliano di San Marino, all'interno della "Formazione del monte Fumaiolo". Questi vennero descritti per la prima volta nel 1900 da Giovanni Capellini, il quale l'anno successivo denominò l'esemplare Aulocetus sammarinensis. Solo più di un secolo dopo un nuovo studio (Bisconti, 2006) determinò che i fossili erano molto distinti dalla specie tipo del genere Aulocetus, e che quindi dovevano essere assegnati a un nuovo genere, Titanocetus appunto.
Questo animale possedeva un insieme di caratteristiche primitive ed evolute. Alcune caratteristiche delle ossa nasali richiamano addirittura i più antichi e primitivi fra i cetacei, gli archeoceti, mentre altre sono tipicamente da balenottera. In ogni caso, si suppone che Titanocetus fosse un rappresentante primitivo dei misticeti, già dotato di fanoni utili nel nutrimento di piccoli animali marini, e che i suoi parenti più stretti fossero i rappresentanti dei Cetotheriidae, un gruppo di balene primitive di piccole dimensioni.

## Significato del nome
Titanocetus porta un nome che può trarre in inganno: il significato non è infatti "cetaceo titanico" (dal momento che le sue dimensioni erano relativamente esigue), ma "cetaceo del monte Titano", dalla zona in cui sono stati ritrovati i fossili.